# Balgai Bay
Die Balgai Bay (in der deutschen Kolonialzeit Balgaibucht genannt) ist eine Bucht am nordwestlichen Ende der Insel Neuirland. Sie liegt in der Provinz New Ireland von Papua-Neuguinea.

## Geographie
Das Gebiet der Bucht ist vulkanischen Ursprungs. Die Küstenlinie ist von gehobenen Korallenkalken, Riffen und Sandbänken geprägt. Die Bucht wird von zwei Landzungen gebildet, die die Insel Neuirland an ihrem nordwestlichen Ende ausbildet. Auf der nördlichen Landzunge liegt die Provinzhauptstadt Kavieng. Das Cape Sueusat auf dieser Landzunge bildet die nördliche Begrenzung der Bucht, die etwa zwölf Kilometer breit ist und etwa vierzehn Kilometer tief in das Landesinnere hineinreicht.
Eine Vielzahl Inseln sind der Bucht vorgelagert und zentral in der Bucht gelegen, sodass die Zufahrt für Wasserfahrzeuge erschwert ist. Durch diese Inselwelt können zwei Passagen genutzt werden, um das Innere der Bucht zu erreichen: im Norden zwischen dem Cape Sueusat und Usien Island (früher Siegelinsel) die Nusa-Passage und etwa in der Mitte der Bucht, zwischen den Inseln Usien Island, Usienlik Island und Limellon Island, die Eickstedt Passage.
Im Norden begrenzt die Halbinsel Maputu mit deren nördlichstem Punkt, dem Kap Rudiger Point, die Bucht. Die Umgebung ist bewaldet und die Küstenlinie ist von einigen Ansiedlungen mit Plantagenwirtschaft gesäumt. Die kleine Siedlung Tome liegt an der Ostküste der Bucht.
1886 wurde Neuirland Teil der deutschen Schutzgebiete in der Südsee und gehörte zu Deutsch-Neuguinea. Nach dem Ersten Weltkrieg wurde die Insel 1918 Teil des an Australien übertragenen Völkerbund-Mandatgebiets Territorium Neuguinea.
Während des Zweiten Weltkriegs besetzte die japanische Armee Neuirland im Januar 1942. Im September 1945 kapitulierten die Japaner auf der Insel. Anschließend übernahm Australien Neuguinea erneut unter Mandatsverwaltung. 1975 wurde sie Teil des unabhängigen Staates Papua-Neuguinea.